# Alfa Romeo P2
Chronologie des modèles
L'Alfa Romeo P2 est une voiture produite par le constructeur italien Alfa Romeo entre 1924 et 1930. 
Ce modèle reste comme une icône de la production automobile des années 1920 au même titre que la Bugatti Type 35. la P2 est la première voiture équipée d'un moteur à 8 cylindres de conception Alfa Romeo. Cette automobile est la première création de l'ingénieur Vittorio Jano, recruté ensuite par Enzo Ferrari, alors pilote essayeur chez Alfa Romeo, qu'il arrache littéralement à Fiat pour renforcer le bureau d'études Alfa après le cuisant échec de l'Alfa Romeo P1. 
Les nombreux succès en course des années 1920 permettent au constructeur milanais d'ajouter la couronne de laurier sur son logo, qui restera jusqu'en 1971, lorsque la marque décida de le restyler.
Le moteur dispose de deux carburateurs gavés par deux compresseurs, ce qui constitue le premier système de suralimentation d'un moteur.
La voiture remporte brillamment le premier Championnat du monde des manufacturiers (ou constructeurs) en 1925 (première version de l'actuel championnat du monde de Formule 1), avec notamment Antonio Ascari, qui décèdera sur le circuit de Montlhéry près de Paris le 26 juillet (en 1925, Ascari gagne en Belgique et Gastone Brilli-Peri en Italie, deux courses inscrites à ce championnat). Malgré le changement de règlement intervenu en 1925, l'Alfa Romeo P2 remporte, sans aucun changement dans sa conception, entre 1924 et 1930, quatorze courses dont la Targa Florio.
La voiture est engagée pour la première fois au Grand Prix couru sur le circuit de Cremona, en Italie, en 1924, remporté par Antonio Ascari au volant de la P2 à la moyenne de 158 km/h.
Seulement deux exemplaires de cette voiture sont conservés, l'un au Musée historique Alfa Romeo d'Arese, l'autre au Musée de l'automobile Carlo Biscaretti de Turin.

## Victoires en Grand Prix
(entre 1924 et 1930)
- Grand Prix de l'ACF 1924 (Campari, le 3 août)

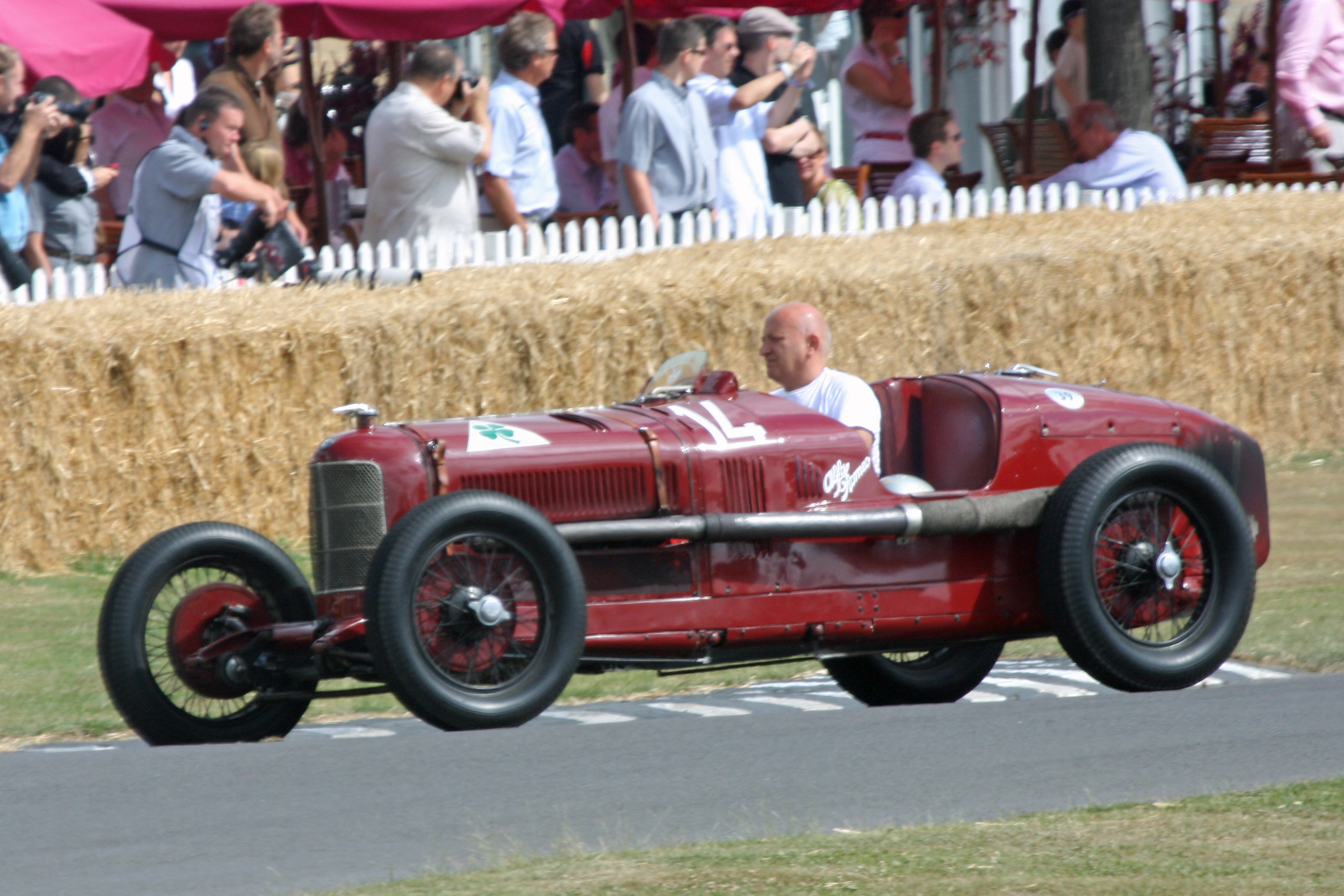
… la même, en course…

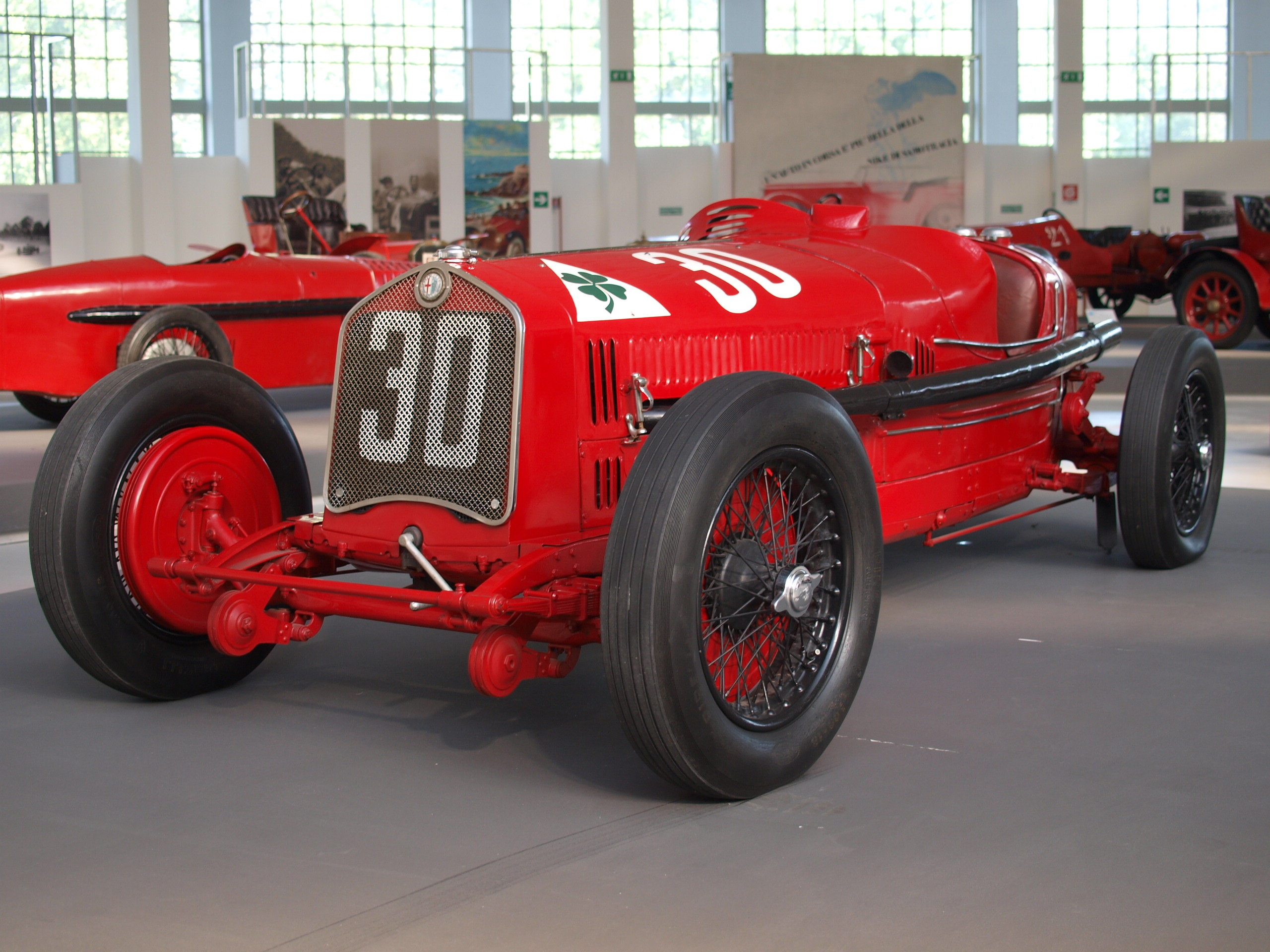
… et une P2 de 1930, soit six années plus tard.

- Grand Prix d'Italie 1924 (Ascari, quadruplé de la marque)
- Grand Prix de Belgique 1925 (Ascari, doublé)
- Grand Prix d'Italie 1925 (Brilli-Peri, doublé)
- Coppa Acerbo 1927 (Campari)
- Coppa Acerbo 1928 (Campari)
- Grand Prix Bordino d'Alexandrie 1929 (Varzi)
- Grand Prix de Rome 1929 (Varzi, doublé)
- Coppa Ciano 1929 (Varzi)
- Grand Prix de Monza 1929 (Varzi)
- Circuit de Crémone 1929 (Brilli-Peri, doublé)
- Grand Prix de Tunisie 1929 (Brilli-Peri)
- Grand Prix Bordino d'Alexandrie 1930 (Varzi)
- Targa Florio 1930 (Varzi)
  - 2e du Grand Prix de Rome 1926
  - 2e du Grand Prix d'Italie 1928

## Victoire en Championnat d'Europe de la montagne
- Cuneo-Colle della Maddalena 1930 (Nuvolari).